# انحشار البراز
انحشار البراز (بالإنجليزية: Fecal impaction)‏ يشير إلى كتلة صلبة غير ثابتة من البراز يمكن لها أن تتطور في المستقيم نتيجة الإمساك المزمن. يشير المصطلح ذو الصلة «تحميل البراز» إلى حجم كبير من البراز في المستقيم في أي اتساق.

## الوقاية
يكون العلاج بالحد من الأدوية التي تعتمد على المواد الأفيونية (عندما يكون ذلك ممكنًا، مقبولًا وآمنًا؛ يجب إجراء تغييرات على الدواء بوصفة طبية تحت إشراف الطبيب)، بالإضافة إلى تناول السوائل بشكل كافٍ والألياف الغذائية وممارسة التمارين الرياضية يوميًا.[بحاجة لمصدر]